# Training Air Wing Two
La Training Air Wing TWO (TW-2 ou TRAWING TWO) est une escadre aérienne d'entraînement d'aéronefs de l'US Navy basée à la Naval Air Station Kingsville (NAS Kingsville), située  au nord-est de Kingsville au Texas. 
La TW-2 est l'une des cinq escadres aériennes d'entraînement du Naval Air Training Command et se compose de deux escadrons d'entraînement sur l'avion à réaction T-45C Goshawk. Elle forme des étudiants aviateurs navals de l'US Navy et de l'US Marine Corps et d'alliés internationaux.
La TW-2 produit environ 50% des pilotes d'appontage de l'US Navy, les 50% restants étant produits à la Training Air Wing One stationnée au NAS Meridian au Mississippi. Il se compose d'environ 200 étudiants, 75 instructeurs, plus de 500 employés civils et contractuels et environ 100 avions.

## Historique

### Événement

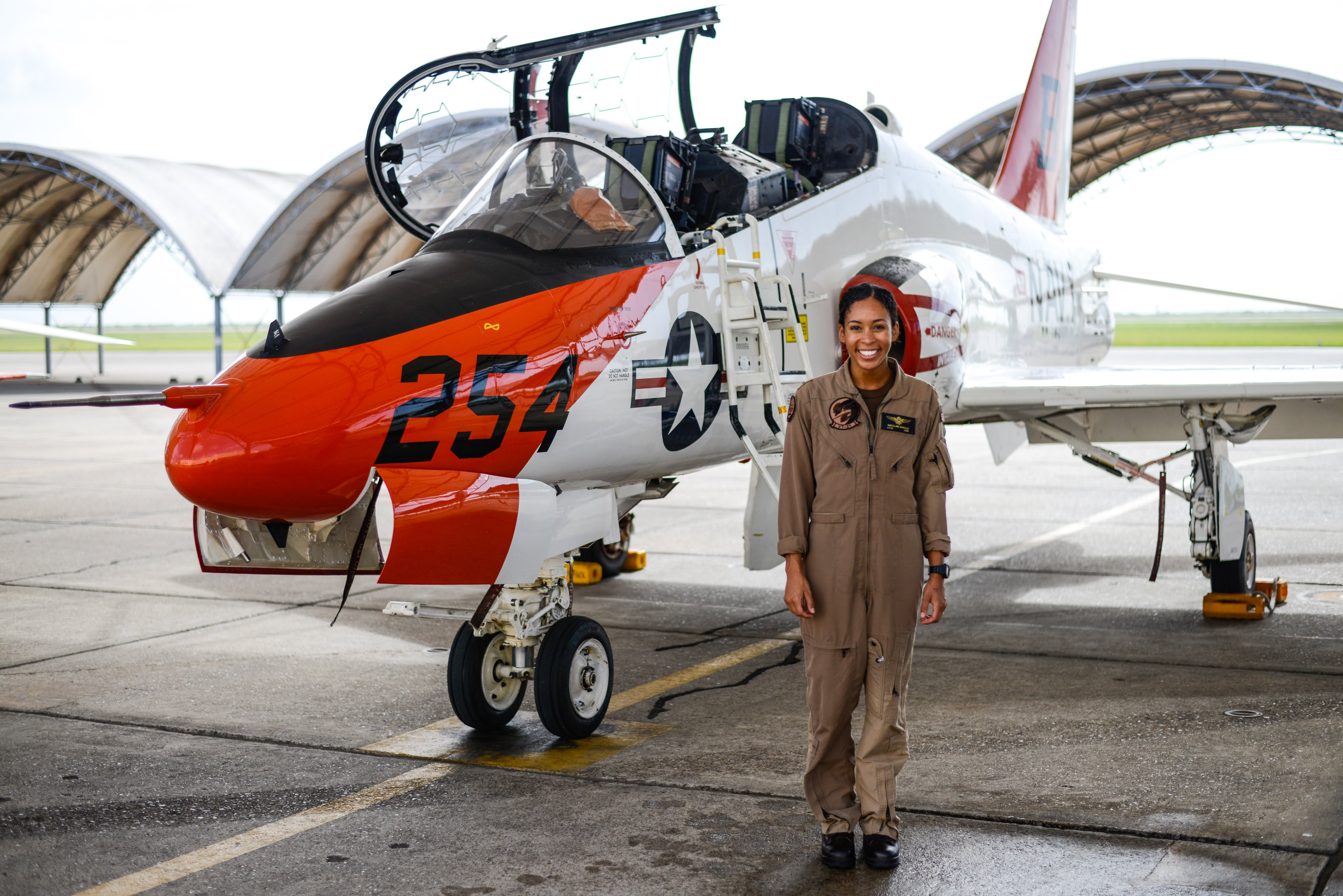
Madeline Swegle devant son T-45C Goshawk eb 2020

Le 7 juillet 2020, le lieutenant JG (grade junior) Madeline Swegle (en) est entrée dans l'histoire en devenant la première femme pilote de jet tactique afro-américaine de l'US Navy après avoir suivi une formation de premier cycle en tant que pilote d'avion tactique (Strike) avec le Training Air Wing Two. «Allez-y et bottez les fesses»: la première femme pilote de chasse noire de la Marine gagne ses ailes - Site stripes.com

## Unités subordonnées
Le Training Air Wing Two se compose de deux escadrons dont le code de queue est B :
| Code  | Insigne | Escadron             | Surnom        | Aéronef       |
| ----- | ------- | -------------------- | ------------- | ------------- |
| VT-21 |         | Training Squadron 21 | Red Hawks     | T-45C Goshawk |
| VT-22 |         | Training Squadron 22 | Golden Eagles | T-45C Goshawk |